# Самјуел Тејлор Дарлинг
Самјуел Тејлор Дарлинг (енгл. Samuel Taylor Darling; Харисон, 6. април 1872 — Бејрут, 21. мај 1925) био је амерички патолог и бактериолог који је открио Histoplasma capsulatum у Панами 1905. године.

## Биографија
Рођен је 6. априла 1872. у Харисону. Године 1905. је случајно идентификовао микроорганизам сличан протозоама у обдукцијском узорку док је покушавао да разуме маларију која је преовладавала током изградње Панамског канала. Овај микроорганизам је погрешно назвао Histoplasma capsulatum јер је упадао у цитоплазму ћелија сличних Histo и имао је рефрактивни ореол који опонаша capsulatum. Погинуо је 21. маја 1925. у Бејруту у саобраћајној несрећи заједно са британским малариологом Норманом Лотијаном. У знак почасти Тејлори Дарлингу је установљена награда Фондације Дарлинг за истраживање маларије. Скраћеница „Дарлинг” се користи да означи Семјуела Тејлора Дарлинга као аутора научног описа и класификације поврћа.